# 파이어판
파이어 판(Peyer 板, 영어: Peyer's patch)은 공회장이나 결장벽 등에서 장간막의 반대쪽에 있는 면역 기관이다. 파이어의 패치, 파이어스 패치라고도 한다.

## 역사
소장의 안쪽(관강쪽)에는, 융모라는 작은 돌기가 밀집해 있어 영양분을 흡수하는 역할을 한다. 그런데 1677년 스위스의 의사 파이어(Joseph Conrad Hans Peyer)는 이 융모가 소장 내부에 균일하게 있는 것이 아니라, 군데군데에 융모가 패치워크장에 몰려 있는 점을 알아내고, 이것을 파이어의 판(Peyer's patch)이라고 이름붙였다. 그 후, 조직학 해석에 따라 이 판 아래에 해당하는, 소장 점막의 고유판에 림프 소절이 평면상으로 모여 있는 것이 밝혀졌고, 이 림프 소절에 의한 평판 모양의 림프 조직을 파이어의 판이라 부르게 되었다. 그것의 기능이 무엇인지 밝혀지지 않고 있었는데, 1970년대 면역학의 발달에 따라 장관 면역이라고 불리는, 생체 방어에 관련되는 면역 기구에 대해 중요한 기능을 담당하고 있는 것이 판명되면서 그 기능이 서서히 밝혀지고 있다.

## 같이 보기
- 인플루엔자
- 폐암